# Pierścień kołowy

Pierścień kołowy – zbiór wszystkich punktów płaszczyzny euklidesowej ograniczony dwoma okręgami współśrodkowymi o różnych promieniach.

## Definicja formalna
Niech {\displaystyle S=(x_{0},y_{0})} będzie dowolnym punktem płaszczyzny euklidesowej {\displaystyle \Omega ,} zaś {\displaystyle R} oraz {\displaystyle r} odcinkami na niej leżącymi. Bez straty ogólności możemy założyć, że {\displaystyle r<R}.
Pierścieniem kołowym nazywamy różnicę zbiorów dwóch kół o promieniach {\displaystyle R} oraz {\displaystyle r,} czyli podzbiór płaszczyzny opisywany układem równań
{\displaystyle {\begin{cases}(x-x_{0})^{2}+(y-y_{0})^{2}\leqslant R^{2}\\(x-x_{0})^{2}+(y-y_{0})^{2}\geqslant r^{2}\end{cases}}}
lub równoważnie
{\displaystyle r\leqslant {\sqrt {(x-x_{0})^{2}+(y-y_{0})^{2}}}\leqslant R.}

### Płaszczyzna zespolona
W analizie zespolonej pierścień kołowy {\displaystyle P(a;r,R)} jest otwartym podzbiorem płaszczyzny zespolonej:
{\displaystyle \{z\colon \;r<|z-a|<R\}.}
Jeżeli {\displaystyle r=0,} to obszar ten nazywany jest czasem kołem (dyskiem) bez punktu o promieniu {\displaystyle R} wokół punktu {\displaystyle a.}
Jako podzbiór płaszczyzny zespolonej pierścień kołowy może być rozważany jako powierzchnia Riemanna. Struktura zespolona pierścienia zależy wyłącznie od współczynnika {\displaystyle r/R.} Każdy pierścień kołowy {\displaystyle P(a;r,R)} może być odwzorowany holomorficznie w wyśrodkowany pierścień o promieniu zewnętrznym równym {\displaystyle 1} za pomocą przekształcenia
{\displaystyle z\mapsto {\frac {z-a}{R}}.}
Promień wewnętrzny jest wtedy związany relacją {\displaystyle {\frac {r}{R}}<1.}
Twierdzenie Hadamarda mówi o wartości maksymalnej jaką może przyjąć funkcja holomorficzna wewnątrz pierścienia kołowego.

### Topologia
Otwarty pierścień kołowy jest topologicznie równoważny z otwartym walcem {\displaystyle S^{1}\times (0,1)} i płaszczyzną bez punktu.

## Pole
Pole pierścienia jest różnicą pól kół o promieniach {\displaystyle R} i {\displaystyle r{:}}
{\displaystyle P=\pi (R^{2}-r^{2}).}
Znając wartość obwodów pierścienia: zewnętrznego {\displaystyle O} i wewnętrznego {\displaystyle o{:}}
{\displaystyle P={\frac {O^{2}-o^{2}}{4\pi }}.}
Wynik ten może być otrzymany metodami analitycznymi przez podzielenie pierścienia na nieskończenie wiele pierścieni o nieskończenie małych szerokościach {\displaystyle d\rho } i polach {\displaystyle 2\pi \varrho \,d\varrho } (= długość okręgu razy szerokość) i całkowaniu od {\displaystyle \varrho =r} do {\displaystyle \varrho =R{:}}
{\displaystyle P=\int \limits _{r}^{R}2\pi \varrho \,d\varrho =\pi (R^{2}-r^{2}).}